# Adénylosuccinate synthase
L'adénylosuccinate synthase, ou adénylosuccinate synthétase, est une ligase qui catalyse la réaction :
IMP + L-aspartate + GTP  {\displaystyle \rightleftharpoons }  adénylosuccinate + GDP + Pi.
Cette enzyme requiert l'hydrolyse concomitante d'une molécule de GTP. Le fait d'utiliser l'énergie du GTP et non de l'ATP a pour effet de rendre la réaction indépendante de son produit. Elle est présente chez tous les êtres vivants, où elle participe à la synthèse de novo de l'AMP (cycle des purines). Il en existe deux isozymes chez l'homme, dans le muscle et dans le foie, codées respectivement par les gènes ADSS et ADSSL.